# Episodi di Gli eroi di Hogan (seconda stagione)
La seconda stagione della serie televisiva Gli eroi di Hogan è stata trasmessa in anteprima negli Stati Uniti d'America dalla CBS tra il 16 settembre 1966 e il 7 aprile 1967.
| nº | Titolo originale                                  | Titolo italiano | Prima TV USA      | Prima TV Italia |
| -- | ------------------------------------------------- | --------------- | ----------------- | --------------- |
| 1  | Hogan Gives a Birthday Party                      |                 | 16 settembre 1966 |                 |
| 2  | The Schultz Brigade                               |                 | 23 settembre 1966 |                 |
| 3  | Diamonds in the Rough                             |                 | 30 settembre 1966 |                 |
| 4  | Operation Briefcase                               |                 | 7 ottobre 1966    |                 |
| 5  | The Battle of Stalag 13                           |                 | 14 ottobre 1966   |                 |
| 6  | The Rise and Fall of Sergeant Schultz             |                 | 21 ottobre 1966   |                 |
| 7  | Hogan Springs                                     |                 | 28 ottobre 1966   |                 |
| 8  | A Klink, a Bomb and a Short Fuse                  |                 | 4 novembre 1966   |                 |
| 9  | Tanks for the Memory                              |                 | 11 novembre 1966  |                 |
| 10 | A Tiger Hunt in Paris (Part 1)                    |                 | 18 novembre 1966  |                 |
| 11 | A Tiger Hunt in Paris (Part 2)                    |                 | 25 novembre 1966  |                 |
| 12 | Will the Real Adolf Please Stand Up?              |                 | 2 dicembre 1966   |                 |
| 13 | Don't Forget to Write                             |                 | 9 dicembre 1966   |                 |
| 14 | Klink's Rocket                                    |                 | 16 dicembre 1966  |                 |
| 15 | Information Please                                |                 | 23 dicembre 1966  |                 |
| 16 | Art for Hogan's Sake                              |                 | 30 dicembre 1966  |                 |
| 17 | The General Swap                                  |                 | 6 gennaio 1967    |                 |
| 18 | The Great Brinksmeyer Robbery                     |                 | 13 gennaio 1967   |                 |
| 19 | Praise the Fuhrer and Pass the Ammunition         |                 | 20 gennaio 1967   |                 |
| 20 | Hogan and the Lady Doctor                         |                 | 27 gennaio 1967   |                 |
| 21 | The Swing Shift                                   |                 | 3 febbraio 1967   |                 |
| 22 | Heil Klink                                        |                 | 10 febbraio 1967  |                 |
| 23 | Everyone Has a Brother-in-Law                     |                 | 17 febbraio 1967  |                 |
| 24 | Killer Klink                                      |                 | 24 febbraio 1967  |                 |
| 25 | Reverend Kommandant Klink                         |                 | 3 marzo 1967      |                 |
| 26 | The Most Escape-Proof Camp I've Ever Escaped From |                 | 10 marzo 1967     |                 |
| 27 | The Tower                                         |                 | 17 marzo 1967     |                 |
| 28 | Colonel Klink's Secret Weapon                     |                 | 24 marzo 1967     |                 |
| 29 | The Top Secret Top Coat                           |                 | 31 marzo 1967     |                 |
| 30 | The Reluctant Target                              |                 | 7 aprile 1967     |                 |